# Візімка
Візі́мка (рос. Визимка, марій. Визым) — присілок у складі Куженерського району Марій Ел, Росія. Входить до складу Салтак'яльського сільського поселення.

## Населення
Населення — 41 особа (2010; 37 у 2002).
Національний склад (станом на 2002 рік):
- марійці — 51 %
- росіяни — 49 %